# Ореховое (озеро, Ивановская область)
Оре́ховое — старичное озеро эутрофного типа в левобережье среднего течения Клязьмы в западной части Южского района Ивановской области. Расположено в 4 км юго-западнее деревни Снегирево, на территории Федерального заказника «Клязьминский». В 2004 году указом губернатора Ивановской области получило статус перспективного памятника природы регионального значения. 
Общая длина Орехового озера около 2,5 км, ширина колеблется от 100 до 200 м, средняя глубина 3 м, максимальная глубина 10 м (по другим данным, средняя глубина 2,5 м, максимальная — 7 м). Площадь зеркала — 20 га (согласно другим данным — 28 га). Длина береговой линии — 5570 м. Высота над уровнем моря — 81,2 м. Водородный показатель pH, замеренный в 2022 году, для различных частей озера составлял от 6,4 до 7,2. 
Озеро Ореховое можно отнести к полуоткрытым водоемам, поскольку оно в западной части узкой протокой сообщается с озером Долгим, а на востоке широкой протокой соединяется с озером Кривым. В отдельные годы, во время весеннего разлива озеро соединяется с рекой Клязьма. Северный берег представляет собой надпойменную террасу, покрытую сосновым бором с примесью дуба. Южный берег более низкий, частично заболоченный, покрыт лиственным лесом, в котором преобладают вяз, берёза и осина; в заболоченных местах — ива и ольха. Кроме того встречается орешник (лещина обыкновенная), а также клён платановидный.
Код объекта в государственном водном реестре — 09010301111199000000350.

## Фауна
В Ореховом озере обитают бобр, ондатра, выхухоль, водяная полёвка, норка, кутора. Из ихтиофауны отмечены ёрш, лещ, окунь, плотва, щука. Кроме того, зарегистрирован 51 вид беспозвоночных (в том числе 18 видов моллюсков).